# Quanah
Quanah é uma cidade localizada no estado norte-americano do Texas, no Condado de Hardeman.

## Demografia
Segundo o censo norte-americano de 2000, a sua população era de 3022 habitantes.
Em 2006, foi estimada uma população de 2686, um decréscimo de 336 (-11.1%).

## Geografia
De acordo com o United States Census Bureau tem uma área de
9,0 km², dos quais 9,0 km² cobertos por terra e 0,0 km² cobertos por água.

## Localidades na vizinhança
O diagrama seguinte representa as localidades num raio de 44 km ao redor de Quanah.